# Christian Le Badezet
Christian Le Badezet (Merland, 30 de diciembre de 1953) es un ex-piloto de motociclismo francés. Estuvo compitiendo durante una década de forma ininterrumpida en el Campeonato del Mundo de Motociclismo en categorías pequeñas desde 1985 hasta 1988, aunque sin ningún resultado significativo.
La Badezet comenzó a correr en 1978 y en el Open 125 en Yamaha TZ en 1981. Posteriormente corrió en el Campeonato de Europa donde llegó a finalizar noveno en 1986.
Es padre del también piloto Gwen Le Badezet.

## Resultados en el Campeonato del Mundo
Sistema de puntuación desde 1969 hasta 1987:
| Posición | 1.º | 2.º | 3.º | 4.º | 5.º | 6.º | 7.º | 8.º | 9.º | 10.º |
| Puntos   | 15  | 12  | 10  | 8   | 6   | 5   | 4   | 3   | 2   | 1    |

Sistema de puntuación desde 1988 hasta 1991:
| Posición | 1.º | 2.º | 3.º | 4.º | 5.º | 6.º | 7.º | 8.º | 9.º | 10.º | 11.º | 12.º | 13.º | 14.º | 15.º |
| Puntos   | 20  | 17  | 15  | 13  | 11  | 10  | 9   | 8   | 7   | 6    | 5    | 4    | 3    | 2    | 1    |

### Carreras por año
(Carreras en negrita indica pole position, carreras en cursiva indica vuelta rápida)
| Año  | Cat.  | Equipo | Moto  | 1       | 2       | 3      | 4       | 5       | 6       | 7       | 8       | 9       | 10      | 11      | 12      | 13      | Pts. | Pos. |
| ---- | ----- | ------ | ----- | ------- | ------- | ------ | ------- | ------- | ------- | ------- | ------- | ------- | ------- | ------- | ------- | ------- | ---- | ---- |
| 1985 | 125cc | MBA    |       | ESP -   | GER -   | NAT -  | AUT -   |         | NED -   | BEL -   | FRA Ret | GBR -   | SWE -   | SMR -   |         |         | 0    | -    |
| 1986 | 125cc | MBA    | ESP - | NAT -   | GER -   | AUT -  |         | NED -   | BEL DNQ | FRA Ret | GBR -   | SWE Ret | RSM -   | BWU 21  |         |         | 0    | -    |
| 1987 | 125cc | MBA    |       | SPA Ret | GER Ret | NAT 23 | AUT 23  |         | NED Ret | FRA Ret | GBR 19  | SWE 16  | CZE Ret | RSM DNQ | POR Ret |         | 0    | -    |
| 1988 | 125cc | Honda  |       |         | ESP DNQ |        | NAT DNQ | GER DNQ | AUT DNQ | NED DNQ | BEL -   | YUG -   | FRA DNQ | GBR DNQ | SWE -   | CZE DNQ | 0    | -    |